# Iossif Jefimowitsch Cheifiz
Iossif Jefimowitsch Cheifiz (russisch Иосиф Ефимович Хейфиц; * 17. Dezember 1905 in Minsk, Russisches Kaiserreich, heute Belarus; † 24. April 1995 in Sankt Petersburg) war ein sowjetischer Filmregisseur und Drehbuchautor.

## Leben und Wirken
Cheifiz studierte am Leningrader Technikum der Kinokunst und wurde anschließend von der sowjetischen Produktionsstätte Sowkino als Drehbuchautor eingestellt. Noch zur Stummfilmzeit debütierte er als Filmregisseur und ließ sich in Moskau nieder. Bis 1950 inszenierte Cheifiz in Zusammenarbeit mit dem Kollegen und einstigen Technikum-Mitschüler Alexander Sarchi und war auch häufig am Drehbuch dieser Inszenierungen beteiligt. Beider Frühwerke sind stark vom Stalinismus geprägt und besaßen vor allem während des Zweiten Weltkriegs stark nationalistische und propagandistische Elemente. 1945 stellte das Regie-Duo auch einen Dokumentarfilm über die Kriegsniederlage Japans her.
Mit der Trennung von Sarchi begannen Cheifiz’ künstlerisch erfolgreichste Jahre. „Vor allem seine beiden vorzüglichen, mit viel Sinn für psychologische Durchdringung, Einfühlungsvermögen und Liebe zum Detail umgesetzten Adaptionen der Tschechow-Romane „Die Dame mit dem Hündchen“ und „In der Stadt S.“ brachten ihm in der Heimat wie auch international einiges Renommée.“ Darüber hinaus drehte Cheifiz auch einige beachtliche Gegenwartsstücke. Es handelte sich dabei mehrfach um Frauenporträts, die weitgehend frei von sozialistischer Propaganda waren und sich ganz der Nachzeichnung alltäglicher Begebenheiten und Probleme von Menschen in der modernen Sowjetunion widmeten.

## Filmografie
bis 1950 Co-Regie und Co-Drehbuch, danach Regie und (Co-)Drehbuch, wenn nicht anders angegeben
- 1928: Pesn o metalle (nur Co-Regie) (Dokumentarkurzfilm)
- 1930: Weter v lizo (nur Co-Regie)
- 1931: Polden
- 1933: Moja rodina
- 1935: Gorjatschije denjotschki
- 1937: Der Abgeordnete des Baltikums (Deputat Baltiki) (nur Co-Regie)
- 1939: Im Kampf ums Glück (Tschlen prawitelswa) (nur Co-Regie)
- 1942: Jego sowut Suche-Bator
- 1944: Malachow-Hügel (Malachow kurgan) (nur Co-Regie)
- 1945: Rasgrom militaristkoi Japonii (Dokumentarfilm, nur Co-Regie)
- 1946: Im Namen des Lebens (Wo imja schisni) (nur Co-Regie)
- 1948: Dragozennyje sjorna (nur Co-Regie)
- 1950: Das Feuer von Baku (Ogni Baku) (nur Co-Regie)
- 1954: Eine große Familie (Bolschaja semja) (nur Regie)
- 1955: Der Fall Rumjanzew (Delo Rumanzewa)
- 1958: Daß es dich gibt... (Dorogoi moi tschelowek iwra)
- 1959: Die Dame mit dem Hündchen (Dama s sobatschkoi)
- 1961: Gorizont
- 1963: Tag des Glücks (Den stschastja)
- 1966: In der Stadt S. (W gorode S.)
- 1970: Salut, Maria! (Saljut, Marija!)
- 1973: Ein schlechter, guter Mensch (Plochoi choroschi tschelowek)
- 1975: Die Einzige (Jedinstwennaja)
- 1977: Asja – eine unerfüllte Liebe (Assia)
- 1979: Zum ersten Mal verheiratet (Wperwyje samuschem)
- 1982: Schurotschka
- 1986: Podsudimy
- 1987: Wspomnim, towarischtsch! (Dokumentarfilm)
- 1988: Wi tschjo, staritschjo?
- 1989: Brodjatschi awtobus